# Aire comprimido
El aire comprimido se refiere a una aplicación de técnicas que hace uso de aire que ha sido sometido a presión por medio de un  compresor. En la mayoría de aplicaciones, el aire no solo se comprime sino que también desaparece la humedad y se filtra. Este es muy común en la industria, tiene la ventaja sobre los sistemas hidráulicos de ser más rápido, aunque es menos preciso en el posicionamiento de los mecanismos y no permite fuerzas grandes.
Por lo tanto, se podría considerar el aire comprimido, como una masa de aire que se encuentra sometida a una presión superior a la atmosférica. Esta capacidad del aire para ser comprimido, se explica en las leyes de los gases. 
Las aplicaciones del aire comprimido son muy diversas. Bien como fuente de energía o como aire acumulado para su uso posterior; el aire comprimido ha sido considerado por algunos autores como la cuarta energía, después de la electricidad, los combustibles fósiles o el viento. 
El uso del aire comprimido implica también su tratamiento. En pocas aplicaciones se puede usar el aire comprimido directamente de la salida de los compresores. Habitualmente es necesario tratar al menos la eliminación de polvo y contaminantes, así como del agua condensada o en vapor.

## Utilización
Se utiliza en:
- Elevadores neumáticos.
- Destornilladores automáticos.
- Tornos dentales.
- Armas de aire comprimido.

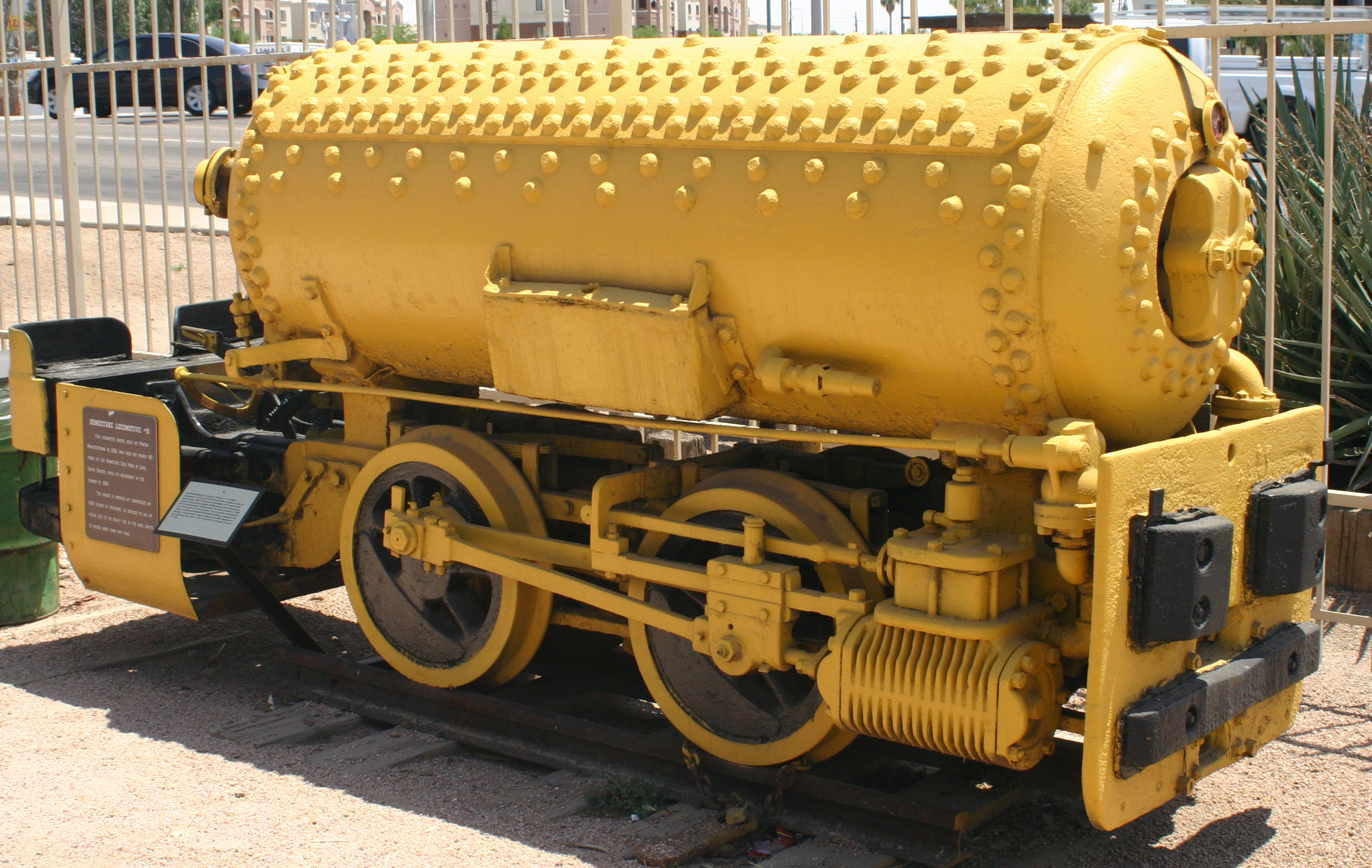
Locomotora de Homestake Mining (Dakota del Sur, EUA), funcionaba con aire comprimido y se usaba para minas.

- Equipos de minería (taladros rotopercutores, martillos picadores, lámparas, ventiladores y muchos otros).
- Arranque de motores de avión.
- Coches de aire comprimido y motores de aire comprimido.
- Atracciones, para conseguir grandes velocidades en poco tiempo.

El aire comprimido permite utilizar mucha de la maquinaria pesada.
El uso industrial del aire comprimido para transmitir energía a través de tuberías se desarrolló a mediados del siglo XIX. A diferencia del vapor, el aire comprimido puede transportarse por tuberías a grandes distancias sin perder presión por condensación. Una de las primeras aplicaciones importantes del aire comprimido fue la perforación del túnel del monte Saint-Michel en Italia y Francia en 1861, donde una planta de aire comprimido de 600 kPa (87 libras por pulgada cuadrada) alimentó las perforadoras neumáticas, aumentando enormemente la productividad con respecto a los métodos de perforación manuales anteriores.
El aire respirable comprimido puede almacenarse a alta presión y liberarse gradualmente según sea necesario, como en el buceo con escafandra autónoma, o producirse continuamente según sea necesario, como en el buceo con suministro desde la superficie. El aire respirable debe estar libre de aceite y otros contaminantes; por ejemplo, el monóxido de carbono en pequeñas cantidades, que puede no ser peligroso a presión atmosférica normal, puede ser mortal cuando se inhala aire comprimido debido a la presión parcial proporcionalmente más alta. Los compresores de aire, los filtros y los sistemas de aire respirable no suelen utilizarse para herramientas neumáticas u otros fines porque los requisitos de calidad del aire son diferentes.
El aire comprimido se utiliza tanto en la industria que a menudo se considera el cuarto servicio público después de la electricidad, el gas natural y el agua. Sin embargo, el aire comprimido es más caro que los otros tres servicios si se mide por unidad de energía suministrada.

## Historia
La primera vez que se usó el aire comprimido sería en el soplado de metales para su enfriamiento. El invento del fuelle favoreció la creación de nuevos metales al alcanzarse temperaturas más altas en los hornos. Sería sin embargo a partir del siglo XIX donde empezaría a estudiarse el aire como sistema de transporte en energía.

### Compresor
La producción de aire comprimido se realiza mediante el compresor. Existen varias clasificaciones, si los clasificamos por la forma de producción sería:
- Compresores dinámicos: Incorporan elementos giratorios que aportan energía cinética al aire. Aumentando la velocidad se consigue mayor presión estática. Se caracterizan por producir un movimiento del aire continuo. Estos a su vez se dividen en:
  - Radial.
  - Axial.
  - Radiaxial.
- De desplazamiento positivo: Aumentan la presión al reducir el volumen, a veces con pistones, tornillos o compartimentos plásticos:
  - Alternativas.
  - Rotativas.

### Dispositivos y accesorios
El compresor por sí mismo no sirve para hacer funcionar una instalación si no viene acompañado de una serie de dispositivos
- Dispositivos de arranque: Tratan de evitar que el motor en el encendido demande más energía de la que normalmente consume, para ese fin se disponen en los motores eléctricos de un presostato o variadores de frecuencia y en los motores de explosión con el arranque en vacío o el embrague
- Dispositivos de regulación: Es una válvula antirretorno que deja pasar el aire comprimido del compresor al depósito e impide su retorno cuando el compresor está parado.
- Dispositivos de refrigeración: Son dispositivos necesarios para la refrigeración del aire de admisión ya que así se reduce el trabajo realizado en la compresión y se condensa el agua de entrada al circuito que nos oxida la maquinaria. Existen diversos tipos de refrigeración:
  - Por agua.
  - Por aceite.
  - Por aire: Ventilador.

Los accesorios necesarios son:
- Accesorios de acumulación: El más importante es el tanque pulmón, es un depósito destinado a almacenar el aire comprimido, está situado a la salida del compresor. Su finalidad es regular la salida del aire comprimido, condensar el agua, amortiguar la ondas de presión del compresor y suministrar aire comprimido en situaciones de alta demanda. Generalmente se estima su volumen en la producción del compresor en metros cúbicos por minuto o metros cúbicos por hora.
- Accesorios de filtro: Es muy importante que los compresores tengan una filtración adecuada para poder alcanzar la calidad de aire ISO-8573[13] requerida.
- Unidad de Mantenimiento: También llamadas F-R-L (Filtro-Regulador-Lubricador) tienen la función de acondicionar el aire comprimido. Sirven para separar impurezas sólidas y líquidas tales como suciedad, agua, aceite, etc. Dicha unidad debe colocarse siempre antepuesta al mando neumático. La primera parte de la unidad de mantenimiento está compuesta por un filtro de aire a presión. Este filtra el condensado, las impurezas o la demasiada cantidad de aceite que puede ser motivo de desgaste de piezas móviles y de juntas de los elementos neumáticos. La segunda parte de la unidad de mantenimiento está compuesta por un regulador de presión. Su misión es mantener en un nivel constante la presión de trabajo necesaria en el sistema. La última parte de la unidad de mantenimiento está compuesta por un lubricador, cuya misión es la de lubricar a todos los componentes de trabajo y de control que lo requieran, mediante aceite pulverizado que es mezclado con el flujo de aire comprimido.

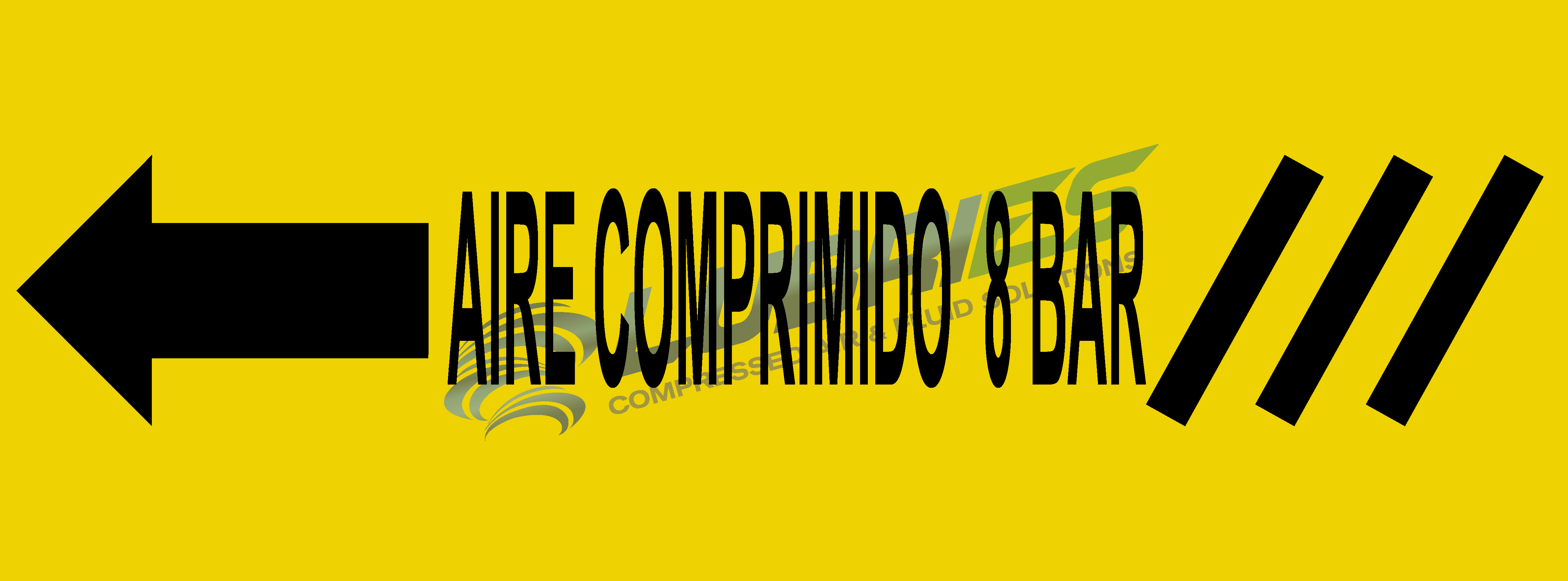
Etiquetas para señalar tubería de aire comprimido

- Etiquetas para señalar tubería de aire comprimidoTubería: Una de las inversiones más grandes para una empresa es la red de distribución de aire comprimido, Por lo regular existen 5 materiales en los que frecuentemente se encuentran estas redes de distribución (acero al carbón, acero galvanizado, cobre, acero inoxidable y gracias a Parker una nueva línea de aluminio) dichas tuberías siempre son acompañadas de señales descriptivas de la presión y fluido que transporta en México regulado por la NOM-026-STPS-2008[14]